# 1957年オーストラリア選手権 (テニス)
1957年 オーストラリア選手権（1957ねんオーストラリアせんしゅけん、1957 Australian Championships）に関する記事。オーストラリア・メルボルン市内にある「クーヨン・テニスクラブ」にて開催。

## 大会の流れ
- 男子シングルス・女子シングルスとも「32名」の選手による5回戦制で行われ、シード選手は8名であった。

## シード選手

### 男子シングルス
1. ルー・ホード　（ベスト4）
2. アシュレー・クーパー　（初優勝）
3. ニール・フレーザー　（準優勝）
4. マルコム・アンダーソン　（ベスト4）
5. ニコラ・ピエトランジェリ　（ベスト8）
6. マイク・デービース　（2回戦）
7. ウォーレン・ウッドコック　（ベスト8）
8. ロバート・ハウ　（2回戦）

### 女子シングルス
1. シャーリー・フライ　（初優勝）
2. アリシア・ギブソン　（準優勝）
3. メアリー・カーター　（ベスト8）
4. ベリル・ペンローズ　（ベスト4）
5. ロレイン・コグラン　（ベスト4）
6. ジェニファー・ホード　（ベスト8）
7. マーガレット・ヘルヤー　（2回戦）
8. フェイ・ミュラー　（2回戦）

## 大会経過

### 男子シングルス
準々決勝
- ルー・ホード vs.  マイク・グリーン　4-6, 3-6, 6-2, 6-3, 6-3
- ニール・フレーザー vs.  グレアム・ラヴェット　6-0, 6-1, 6-0
- マルコム・アンダーソン vs.  ニコラ・ピエトランジェリ　9-7, 9-7, 6-2
- アシュレー・クーパー vs.  ウォーレン・ウッドコック　6-2, 3-6, 6-1, 6-4

準決勝
- ニール・フレーザー vs.  ルー・ホード　7-5, 3-6, 6-1, 6-4
- アシュレー・クーパー vs.  マルコム・アンダーソン　6-4, 9-7, 6-4

### 女子シングルス
準々決勝
- シャーリー・フライ vs.  メアリー・ベヴィス・ホートン　6-1, 9-7
- ベリル・ペンローズ vs.  ジェニファー・ホード　7-5, 6-2
- ロレイン・コグラン vs.  メアリー・カーター　8-10, 6-4, 6-1
- アリシア・ギブソン vs.  ロリス・サザム　6-1, 6-3

準決勝
- シャーリー・フライ vs.  ベリル・ペンローズ　6-3, 6-4
- アリシア・ギブソン vs.  ロレイン・コグラン　7-5, 6-3

## 決勝戦の結果
- 男子シングルス： アシュレー・クーパー vs.  ニール・フレーザー　6-3, 9-11, 6-4, 6-2
- 女子シングルス： シャーリー・フライ vs.  アリシア・ギブソン　6-3, 6-4
- 男子ダブルス： ルー・ホード＆ ニール・フレーザー vs.  マルコム・アンダーソン＆ アシュレー・クーパー　6-3, 8-6, 6-4
- 女子ダブルス： シャーリー・フライ＆ アリシア・ギブソン vs.  メアリー・ベヴィス・ホートン＆ フェイ・ミュラー　6-2, 6-1
- 混合ダブルス： マルコム・アンダーソン＆ フェイ・ミュラー vs.  ビリー・ナイト＆ ジル・ラングレー　7-5, 3-6, 6-1